# Lublewo Lęborskie
Lublewo Lęborskie (deutsch Lüblow) ist ein Dorf in der polnischen Woiwodschaft Pommern. Es ist dem Verwaltungsbezirk Landgemeinde Choczewo (Chottschow) im Powiat Wejherowski (Neustädter Kreis) angegliedert.

## Geographische Lage
Das Dorf liegt in Hinterpommern, unweit des Zarnowitzer Sees und der Ostseeküste, etwa 35 Kilometer nordnordöstlich der Stadt Lauenburg in Pommern, 30 Kilometer ostnordöstlich der Stadt Leba und 3½  Kilometer südöstlich von Ossecken.

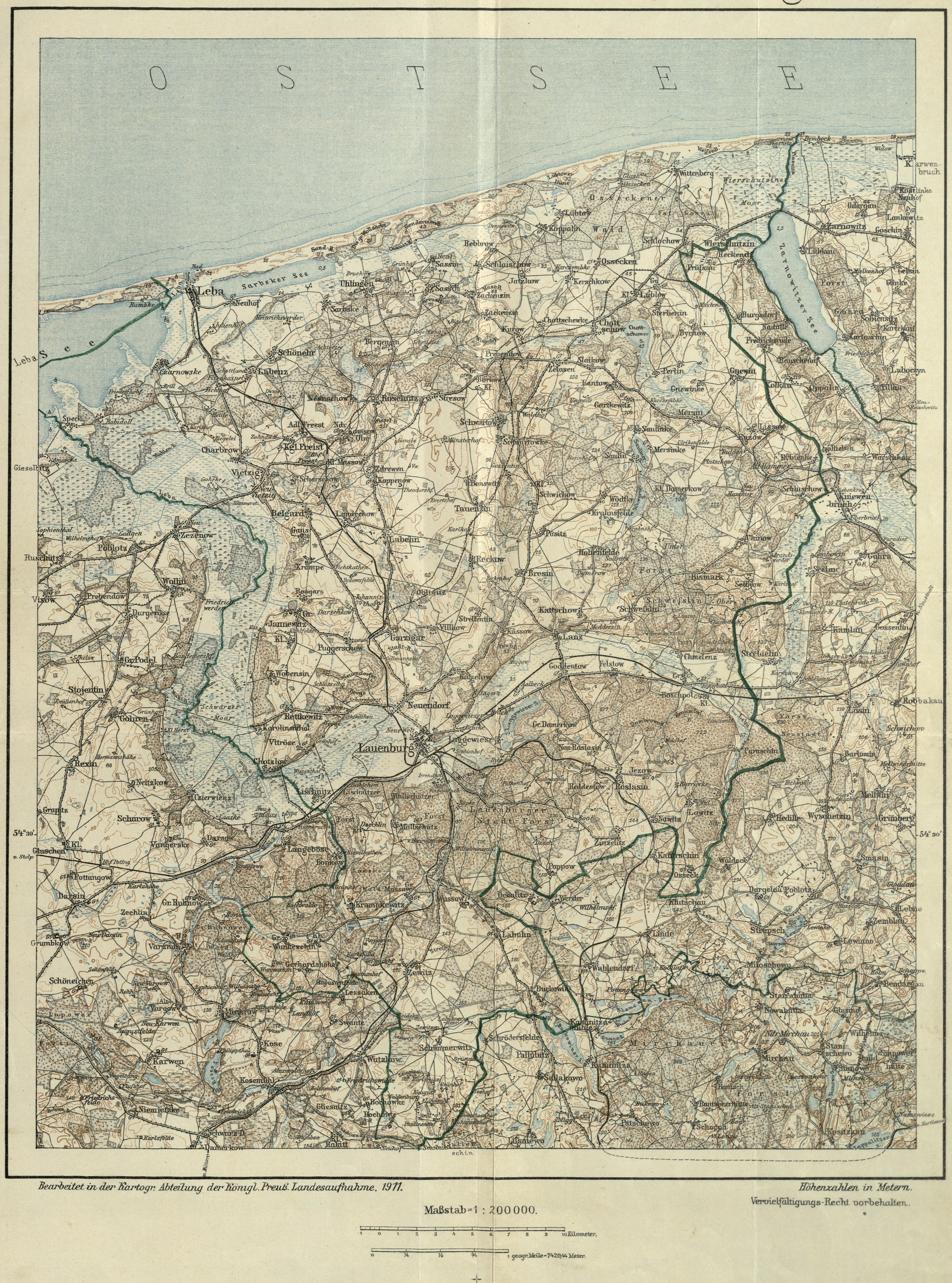
Landgüter Groß Lüblow (Gr. Lüblow), Klein Lüblow (Kl. Lüblow) und Sterbenin, nordnordöstlich von Lauenburg in Pommern, unweit der Ostseeküste, westlich des Zarnowitzer Sees und südöstlich von Ossecken, auf einer Landkarte von 1911

## Geschichte
Groß und Klein Lüblow waren früher zwei selbständige Gutsbezirke. Der Gutsbezirk Groß Lüblow war in Panen-Anteile aufgespalten, auf denen verschiedene Familien saßen. Im Jahr 1437 wird Groß Lüblow als kassubisches Panengut mit Naturallieferung bezeichnet. Die Familie von Mach, der am 14. Mai 1568 Lehnsprivilegien bestätigt worden waren, blieb bis 1847 im Besitz ihres Gutsanteils. Auch Klein Lüblow wird 1437 als kassubisches Panengut bezeichnet. Es war von altersher in zwei Anteile, A und B, gespalten. 1608 bis 1618 wird die Familie Dargusch in Lehnbriefen genannt. Anteil B befand sich 1687 mit Sicherheit im Besitz der autochthonen pommerellischen Familie Lübtow, die bis 1837 hier nachweisbar ist.
Um 1780 hatte das adlige Gut Groß Lüblow fünf Vorwerke, zwei Kossäten und zwölf Feuerstellen; Besitzer waren Johann Gneomar von Lübtow, Johann Joseph von Mach, Franz Matthias von Lübtow und Constantin von Mach. Klein Lübtow hatte um 1780 zwei adlige Wohnsitze, zwei Vorwerke, sechs Kossäten, eine Schmiede und elf Feuerstellen; Besitzer waren Carl Ludewig von Dargolewski und Johann Gneomar von Lübtow.
Am 1. April 1927 hatte das Gut Groß Lüblow eine Flächengröße von 560 Hektar, und am 16. Juni 1925 hatte der Gutsbezirk 168 Einwohner.  Zu den gleichen Zeiten hatten die beiden benachbarten Gutsbezirke Klein Lüblow und Sterbenin eine Flächengröße von  615 bzw. 348 Hektar und 212  bzw. 120 Einwohner. Am 30. September 1928 wurden die Gutsbezirke Groß Lüblow, Klein Lüblow und Sterbenin zur Landgemeinde Lüblow zusammengeschlossen.

Gebäude im Dorf
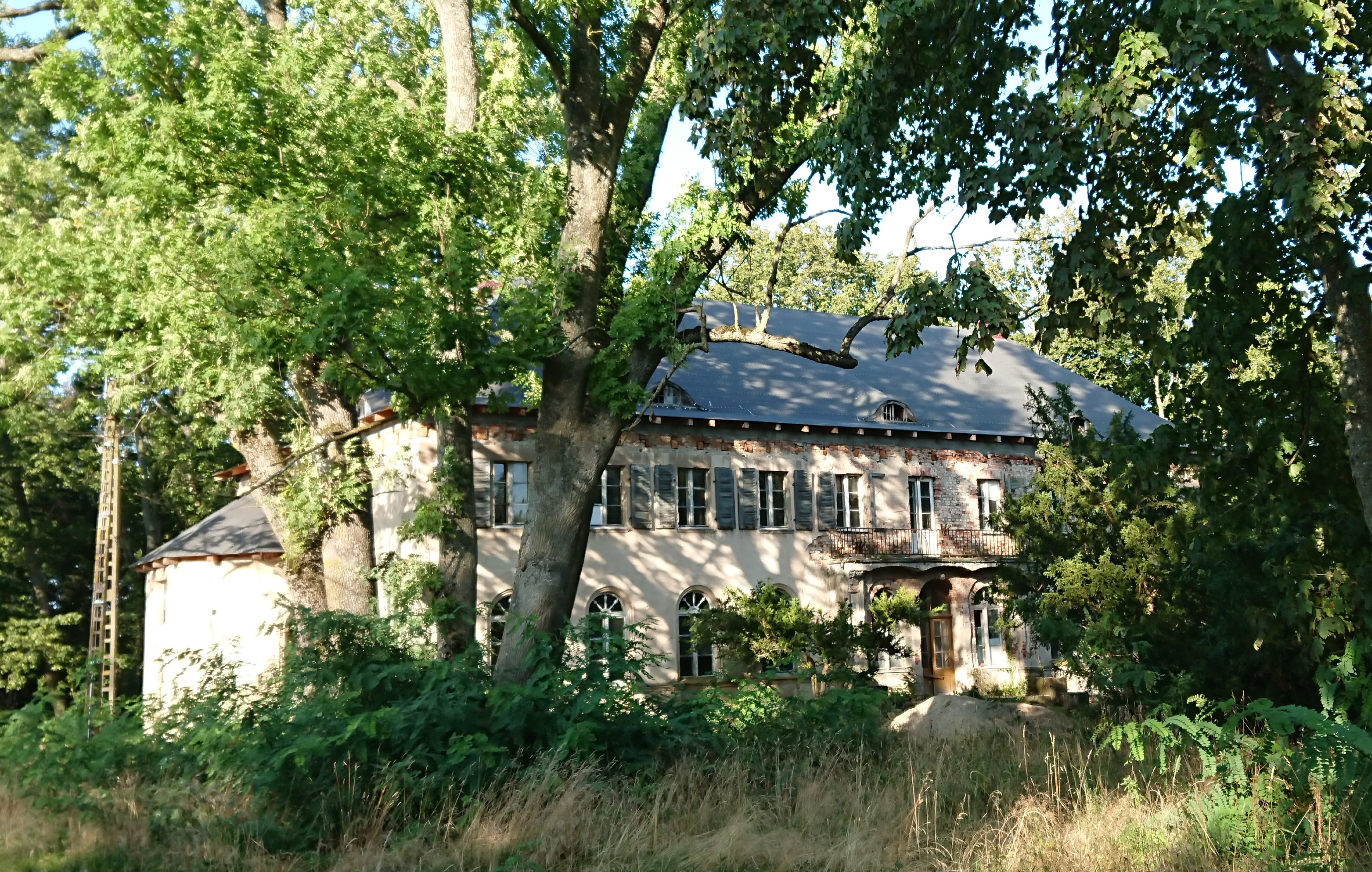
Ehemaliges Gutshaus Groß Lüblow (2020)
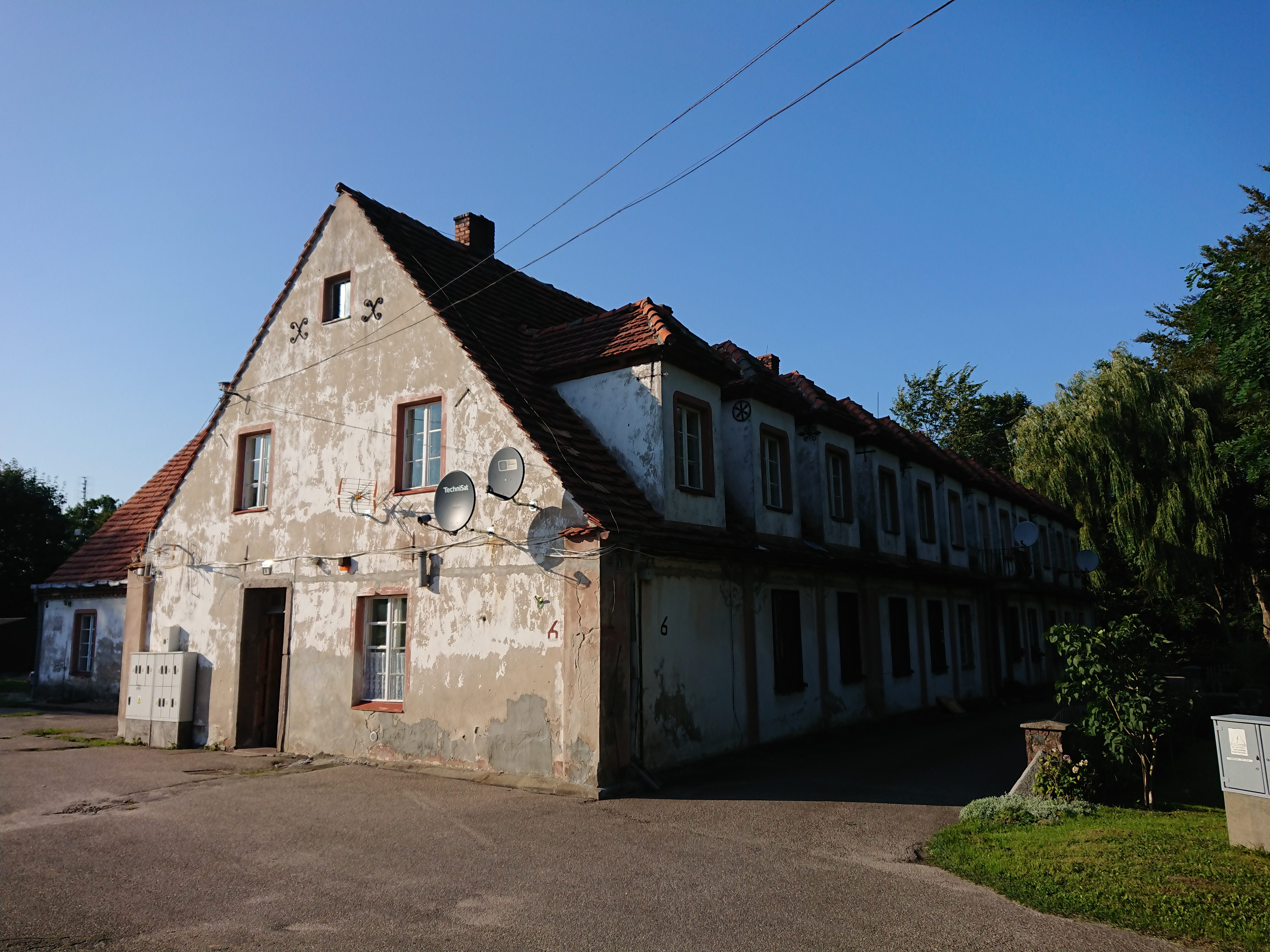
Ehemaliges Gutshaus Klein Lüblow (2020)
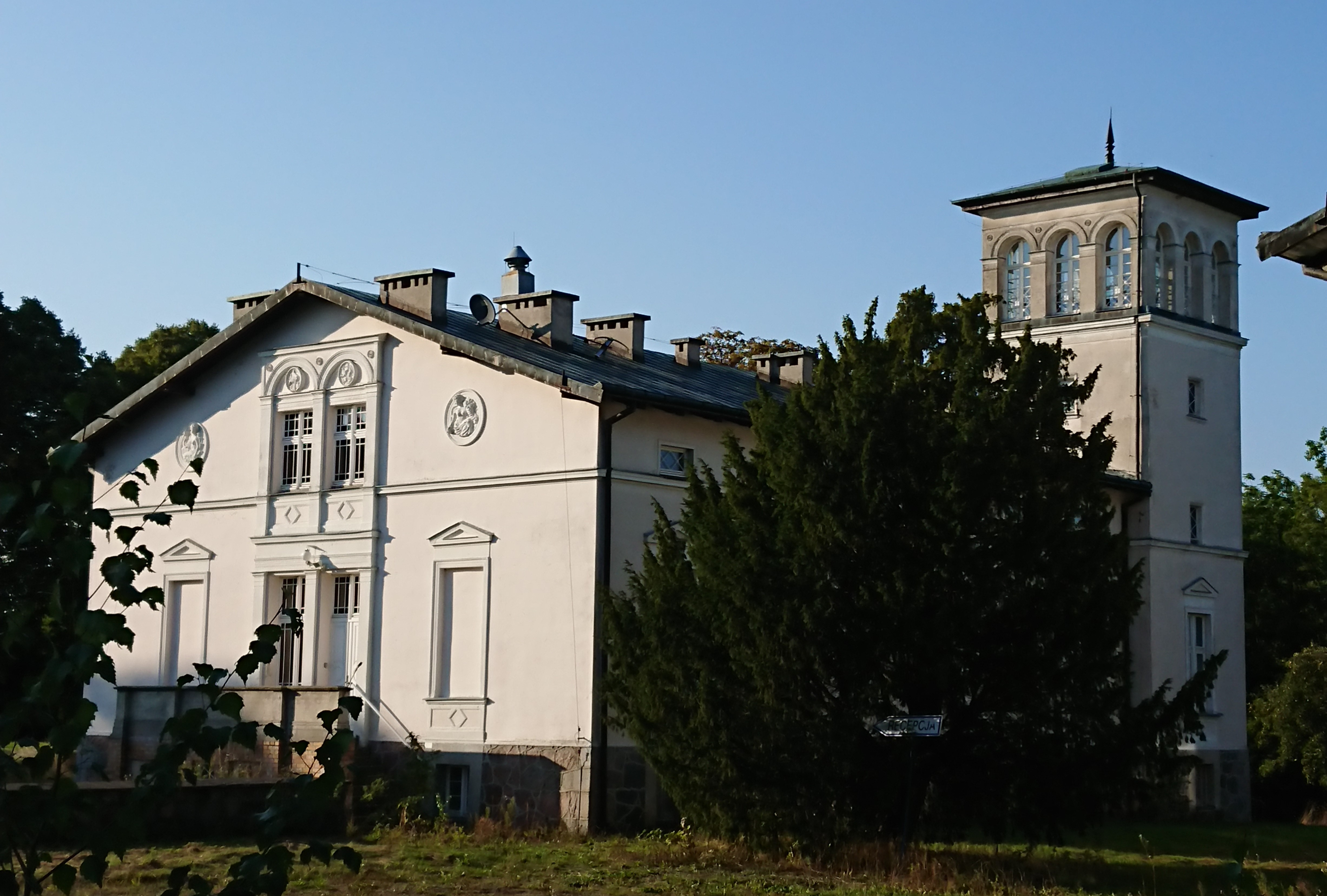
Ehemaliges Gutshaus Sterbenin (2020)

Anfang der 1930er Jahre hatte die Landgemeinde Lüblow eine Flächengröße von 15,3 km². Innerhalb der Gemeindegrenzen standen insgesamt 35 bewohnte Wohnhäuser an drei verschiedenen Wohnstätten:
1. Groß Lüblow
2. Klein Lüblow
3. Sterbenin

Bis 1945 bildete Lüblow eine Landgemeinde im Landkreis Lauenburg i. Pom., Regierungsbezirk Köslin, der preußischen Provinz Pommern im Deutschen Reich. Lüblow war dem Amtsbezirk Ossecken zugeordnet.
Gegen Ende des Zweiten Weltkriegs wurde die Region Anfang März 1945 von der Roten Armee eingenommen. Nachdem die Sowjetunion danach ganz Hinterpommern der Volksrepublik Polen zur Verwaltung überlassen hatte, trafen in Lüblow Polen ein, von denen die einheimischen Dorfbewohner aus ihren Häusern und Gehöften gedrängt wurden. Lüblow wurde unter der polonisierten Ortsbezeichnung ‚Lublewo Lęborskie‘ verwaltet. In der Folgezeit  wurden die einheimischen Dorfbewohner von der polnischen Administration aus Lüblow vertrieben.

### Demographie
| Jahr | Einwohner | Anmerkungen                                                                                                |
| ---- | --------- | --- |
| 1818 | 186       | zwei Dörfer, adliger Besitz: Groß Lüblow mit Mühle und 104 Einwohnern sowie Klein Lüblow mit 82 Einwohnern |
| 1852 | 317       | zwei Dörfer: Groß Lüblow mit 148 Einwohnern und Klein Lüblow mit 169 Einwohnern                            |
| 1925 | 500       | darunter 471 Evangelische und 29 Katholiken                                                                |
| 1933 | 424       | [ 9 ] |
| 1939 | 417       | [ 9 ] |

## Kirche

### Kirchspiel bis 1945
Die hier vor 1945 lebenden Dorfbewohner gehörten mit großer Mehrheit der evangelischen Konfession an. Das evangelische Kirchspiel war in Ossecken.
Das katholische Kirchspiel war in Wierschutzin.

### Polnisches Kirchspiel seit 1945
Die seit 1945 und Vertreibung der einheimischen Dorfbewohner anwesende polnische Einwohnerschaft ist größtenteils katholisch.
Hier lebende evangelische Polen sind dem Pfarramt in Stolp in der Diözese Pommern-Großpolen der Evangelisch-Augsburgischen Kirche in Polen zugeordnet, das eine gottesdienstliche Außenstation in Lauenburg i. Pom. unterhält.